# 金鍾泰電気機関車連合企業所
金鍾泰電気機関車連合企業所（キムジョンテでんききかんしゃれんごうきぎょうしょ）とは、朝鮮民主主義人民共和国の鉄道車両製造工場。

## 概要
平壌市西城区域に工場がある。朝鮮民主主義人民共和国の鉄道車両生産の主要工場で、各種電気機関車・内燃機関車・モーターカー・路面電車・客車の製造を行っている（ちなみに貨車は元山の6月4日車両連合企業所で製造されている）。

## 沿革

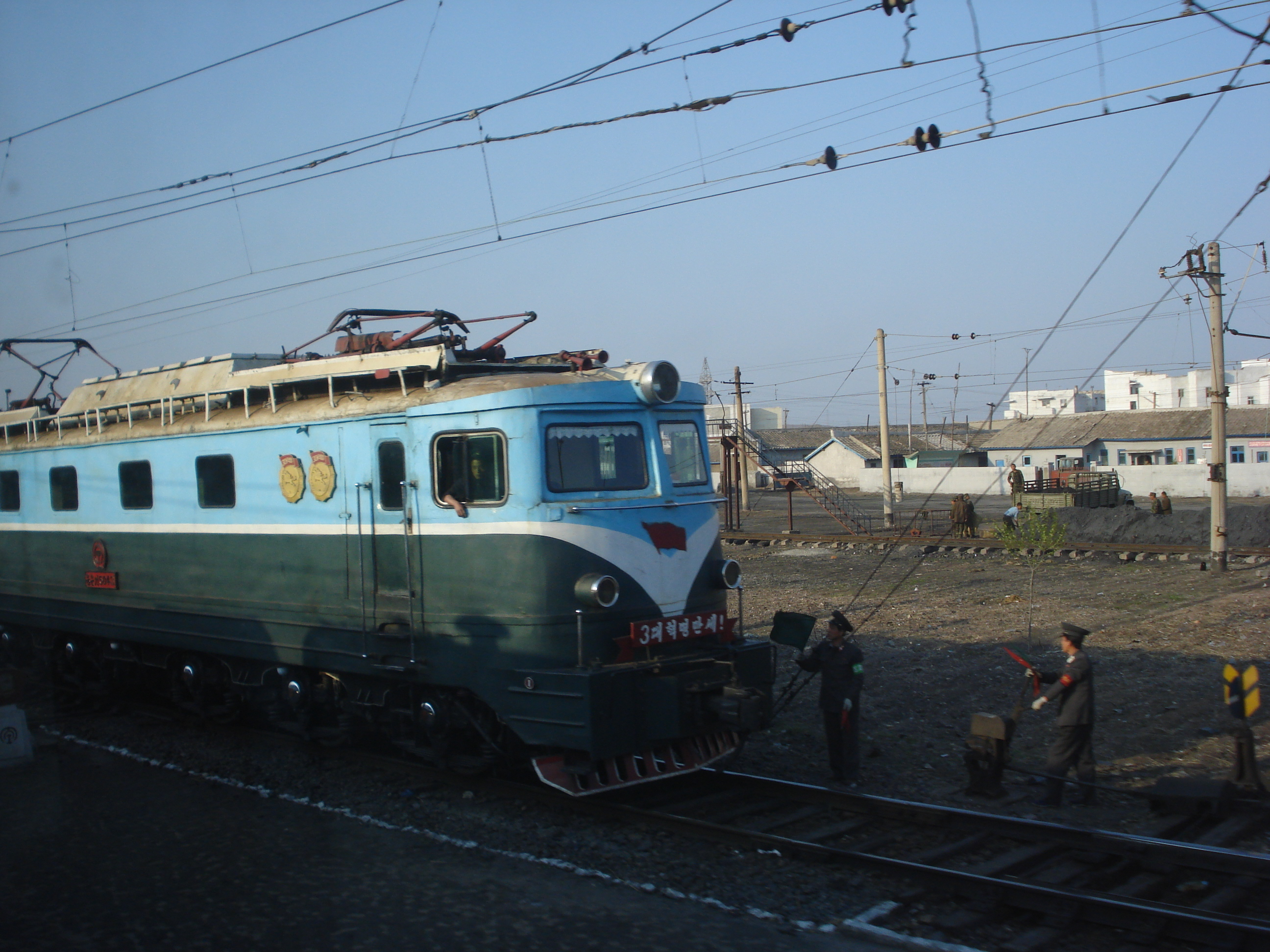
赤旗1型電気機関車

1945年11月10日が設立記念日とされている。当初は西平壌鉄道工場（서평양철도공장）という名称で、貨車の修理を主に手がけていた。1950年代後半にはポーランド人民共和国の支援により工場の改修・拡張を行い、1960年には蒸気機関車210両・貨車1800両・客車120両の修理を行った。
1961年、平壌電気機関車工場（평양전기기관차공장）に改称。
金日成首相は1961年8月30日に現地指導を行った。この際、北朝鮮初の電気機関車を「赤旗」（붉은기、プルグンギ）と命名している。同年時点では年に30両の車両製造能力を有するとされた。
1969年に現在の名称に改められた。韓国において地下組織「統一革命党」を組織し逮捕された金鍾泰（統一革命党事件参照）を記念したものである。
1972年には北朝鮮の最高勲章である金日成勲章を受章している。
1985年から1986年にかけては電気機関車及びディーゼル機関車の製造に特化し、年間約60両の機関車生産能力を有した。
2002年1月5日に行われた金正日総書記の現地指導を受けて、工場は新型電気機関車の開発に着手した。この計画は2011年9月28日に1号機の存在が報じられた先軍赤旗型電気機関車として結実した。先軍赤旗型は非同期電動機を搭載する交流電気機関車であり、量産も行われた。また、ČKDタトラ社（チェコ）製のいわゆるタトラカーをモデルとした、路面電車（軌道電車）用車両の製造も行っている。
2015年7月、現地指導に訪れた金正恩第一書記は新しい地下鉄用車両の製造を指示。工場は同年10月に新型車両平壌地下鉄100型電車を完成させた。
2020年には、当時建設が進められていた元山葛麻海岸観光地区に整備される軌道電車の車両を製造していることが報じられた。
2023年、朝鮮中央テレビは当連合企業所の新たな拠点となる大規模な工場建設計画の存在を報じた。その後の衛星写真の分析から、移転先は現在の西城区域から2km離れた平壌市北部の順安区域(北緯39度03分38秒 東経125度41分53秒 / 北緯39.060606度 東経125.698131度)で、間里駅から普通江を渡って工場建設予定地に至る全長10kmの専用線と思われる鉄道路線の建設が合わせて進められていることが判明した。

## 製造車両
北朝鮮では数少ない電気機関車・ディーゼル機関車の製造工場であり、工場の歴史はほぼそのまま同国の電気機関車・ディーゼル機関車の発展史と結びついている。
代表作としては通称「赤旗1号」と呼ばれる赤旗5000番台初期型が挙げられる。この他、2車体連接の8軸電気機関車である赤旗6000番台（赤旗6号）、金星型及び新星型（4軸）などのディーゼル機関車、交直両用電車主体号、様々な狭軌線用電気機関車及びディーゼル機関車を製造している。1990年代には厳しい経済状況からディーゼル機関車を電気機関車に改造する作業が急務となり、ソ連製M62形ディーゼル機関車を電気機関車化改造した強行軍型電気機関車などが製造された。
近年では先述した先軍赤旗型（4軸機）のほか、軸配置Bo-Bo-Boの6軸機である赤旗5400番台、赤旗6000番台の改良型である赤旗7000番台（赤旗7号）などが製造されている。2015年には先述した平壌地下鉄向け電車を、2020年には元山葛麻海岸観光地区軌道電車用車両のほかインバーター制御かつ非同期電動機搭載の新型6軸交流電気機関車を製造した。